# Peter Saunders
Sir Peter Saunders (* 23. November 1911 in London; † 6. Februar 2003 London) war ein englischer Theaterproduzent. Er war der jüngere Bruder des Filmregisseurs Charles Saunders.

## Leben
Saunders verlor früh seinen Vater, konnte aber durch das Erbe seiner Tante das renommierte Internat Oundle School in Oundle besuchen. Nach seiner Ausbildung arbeitete er als Kameramann und Regisseur für ein Filmstudio, als Journalist für den Daily Express in Glasgow und als Presseagent für den Bandleader Harry Roy. Er diente im Zweiten Weltkrieg im Intelligence Corps.
Nach dem Zweiten Weltkrieg begann er mit dem Theater. 1947 brachte er mit seinen eigenen Ersparnissen seine erste West-End-Produktion Fly Away Peter auf die Bühne; ab 1949 produzierte er dort zahlreiche Bühnenstücke von Agatha Christie. Besondere Berühmtheit erlangte er durch Christies Die Mausefalle, das am längsten laufende Theaterstück der Welt, das seit seiner Premiere 1952 bis heute ununterbrochen aufgeführt wird. 1971 brachte er mit No Sex Please, We're British, das beinahe ein Jahrzehnt lief, die bislang erfolgreichste West-End-Komödie auf die Bühne. 
1982 wurde Saunders zum Knight Bachelor geschlagen; erst 1994 zog er sich im Alter von 82 Jahren zurück. 
Saunders war zwei Mal verheiratet, seine erste Frau starb 1976. Seine zweite Frau war die Schauspielerin Catherine Boyle, die er 1979 heiratete. 

## Autobiographie
- The Mousetrap Man, London 1972